# Rebecca Sonnenshine
Rebecca Sonnenshine (* im 20. Jahrhundert) ist eine US-amerikanische Drehbuchautorin und Film- und Fernsehproduzentin.

## Leben
Sonnenshine machte ihren Abschluss an der School of Theater, Film and Television der University of California in Los Angeles und erhielt Unterstützung durch die Nicholl Fellowships in Screenwriting.
Sie trat erstmals als Produzentin mit dem Film Bunny aus dem Jahr 2000 in Erscheinung. Hierfür wurde sie gemeinsam mit Regisseurin Mia Trachinger bei den Independent Spirit Awards 2001 in für den besten Debütfilm mit einem Budget unter 500.000 Dollar nominiert. Danach folgten verschiedene Film- und Fernsehproduktionen, an denen sie als Drehbuchautorin beteiligt war. Ihr Schwerpunkt liegt dabei auf Horror. Als Produzentin wirkte sie erst wieder 2008 an Reversion mit, danach war sie an den Serien Vampire Diaries (2013–2016), Outcast (2017) und The Boys (2019–2022) beteiligt, gleichermaßen als Autorin und Produzentin in verschiedenen Funktionen. 2022 wurde die von ihr entwickelte Serie Archive 81 veröffentlicht.
Für ihre Drehbucharbeit an der Folge What I Know von The Boys erhielt sie gemeinsam mit Eric Kripke 2021 einen British Fantasy Award, hinzu kamen je eine Nominierung bei der Primetime-Emmy-Verleihung 2021 und für den Edgar Allan Poe Award.
Ende Januar 2025 wurde bekannt, dass Sonnenshine die Neuauflage der Serie Unsere kleine Farm für den Streamingdienst Netflix verantwortet.

## Filmografie (Auswahl)
Als Filmproduzentin
- 2000: Bunny
- 2008: Reversion

Als Drehbuchautorin
- 2004: Happily Even After
- 2007: American Zombie
- 2008: Molly Hartley – Die Tochter des Satans (The Haunting of Molly Hartley)
- 2009: Within
- 2013–2016: Vampire Diaries (Fernsehserie, 16 Episoden)
- 2017: The Keeping Hours
- 2017: Outcast (Fernsehserie, Episode 2x04)
- 2018: The Crossing (Fernsehserie, 2 Episoden)
- 2019–2020: The Boys (Fernsehserie, 4 Episoden)
- 2022: Archive 81 (Fernsehserie, Schöpferin, Drehbuch von 3 Episoden)